# Journal of Asian Natural Products Research
Das Journal of Asian Natural Products Research, abgekürzt J. Asian Nat. Prod. Res., ist eine wissenschaftliche Fachzeitschrift, die vom Taylor & Francis-Verlag veröffentlicht wird. Die Zeitschrift erscheint mit zehn Ausgaben im Jahr. Es werden Arbeiten veröffentlicht, die sich mit der Erforschung von Naturstoffen aus der asiatischen Ethnomedizin beschäftigen.
Der Impact Factor lag im Jahr 2014 bei 0,913. Nach der Statistik des ISI Web of Knowledge wird das Journal mit diesem Impact Factor in der Kategorie Pharmakologie und Pharmazie an 219. Stelle von 254 Zeitschriften, in der Kategorie Botanik an 137. Stelle von 200 Zeitschriften, in der Kategorie angewandte Chemie an 47. Stelle von 70 Zeitschriften und in der Kategorie medizinische Chemie an 51. Stelle von 59 Zeitschriften geführt.